# Paraibuna
Paraibuna is een gemeente in de Braziliaanse deelstaat São Paulo. De gemeente telt 16.833 inwoners (schatting 2009).